# وگبی
وگبی (به سوئدی: Vegby) یک سکونتگاه مسکونی در سوئد است که در Ulricehamn Municipality واقع شده‌است.

## خصوصیات
وگبی ۰٫۸۰ کیلومترمربع مساحت و ۵۴۹ نفر جمعیت دارد.